# Фалер (Алберта)
Фалер (енгл. Falher) је малена варошица у северном делу канадске провинције Алберта у оквиру статистичке регије Северна Алберта. 
Насеље које су 1912. основали римокатолички мисионари име је добило по римокатоличком мисионару оцу Константу Фалеру, а већину првобитних досељеника чинили су Франкоканађани из Квебека. Насеље је 1929. добило статус села, а 1955. и статус варошице.
Према подацима пописа становништва из 2011. у варошици је живело становника у домаћинстава, што је за мање у односу на житеља колико је регистровано приликом пописа 2006. године. Матерњи језик за већину популације у варошици је француски.
Привреда почива на пољопривреди, шумарству и експлоатацији нафте и земног гаса. Значајна је и производња пчелињег меда чија основа је вештачки засађена луцерка. У региону постоји преко 48.000 кошница у којима се годишње произведе око 4.500 тона меда.
Симбол града је скоро 7 m висока статуа медоносне пчеле, а Фалер се често означава и као светска престоница меда.

## Становништво
| 2006. | 2011. |
| ----- | ----- |
| 941   | 1.075 |